# Cyclodictyon stephanii
Cyclodictyon stephanii là một loài rêu trong họ Pilotrichaceae. Loài này được Herzog mô tả khoa học đầu tiên năm 1916.